# すきがら沙智
すきがら 沙智（すきがら さち、3月29日 - ）は、日本の女性声優、ナレーター。埼玉県出身。以前はCSRコーポレーションに所属していた。

## 主な出演作品

### テレビアニメ
- ふしぎ星の☆ふたご姫（2005年 - 2006年、ミルロ、女の子）
- ふしぎ星の☆ふたご姫 Gyu!（2006年 - 2007年、ミルロ、バレー部員）

### CM
- ガスト
- トミー（現：タカラトミー）

### その他
- au着ボイス
- 東芝エレベータ エレベっち&ワルベっちの安全でいこう!